# سميرة الوهيبي
سميرة الوهيبي (22 سبتمبر 1966 -)، ممثلة ومخرجة عمانية. قامت بأدوار مسرحية وتلفزيونية منذ عام 1988 واشتهرت بأداء دور الخادمة، وكما قامت بإخراج عدد من الأعمال في الإذاعة والتلفزيون والمسرح.

## أعمالها

### التمثيل

#### من المسلسلات
- سعيد وسعيدة.
- أكون او لا.
- ما أصعب الكلام.
- للأسرار خيوط.
- وعاد الماضي.
- بنات أول.
- قتالة الشجعان.
- في البيوت أسرار.
- آهات.
- آخر العنقود.
- المجهولة.
- هوامير الصحراء - الجزء الرابع.
- إنكسار الصمت.
- إقبال يوم أقبلت.
- حبيبي حياتي.
- سبع أبواب.
- أنا عندي نص.

#### المسرحيات
- صرقعة وفرقعة.
- ليلة فرح.
- لعبة الكراسي.

## روابط خارجية
- سميرة الوهيبي على موقع قاعدة بيانات الأفلام العربية